# Purwakerti
Purwakerti is een bestuurslaag in het regentschap Karangasem van de provincie Bali, Indonesië. Purwakerti telt 4431 inwoners (volkstelling 2010).